# Englewood Cliffs
Englewood Cliffs est une ville du New Jersey située dans le comté de Bergen, aux États-Unis. En 2007, elle comptait 5 775 habitants.Densité de population : 983,2 hab./km2 (2 544,3 hab./mi2) pour une superficie totale de 8,8 km2 (5,4 mi2). Coordonnées géographiques : 40° 52′ 57″ N, 73° 57′ 09″ O.
C'est dans cette ville que se situe le siège social international de CNBC et américain d'Unilever.

## Source
- (en) Cet article est partiellement ou en totalité issu de l’article de Wikipédia en anglais intitulé « Englewood Cliffs, New Jersey » (voir la liste des auteurs).